# Bel Air North
Bel Air North és una concentració de població designada pel cens dels Estats Units a l'estat de Maryland. Segons el cens del 2000 tenia 25.798 habitants.

## Demografia
Segons el cens del 2000, Bel Air North tenia 25.798 habitants, 8.716 habitatges, i 7.190 famílies. La densitat de població era de 608,8 habitants per km².
Dels 8.716 habitatges en un 48,3% hi vivien nens de menys de 18 anys, en un 72% hi vivien parelles casades, en un 8,2% dones solteres, i en un 17,5% no eren unitats familiars. En el 14,6% dels habitatges hi vivien persones soles el 5,3% de les quals corresponia a persones de 65 anys o més que vivien soles. El nombre mitjà de persones vivint en cada habitatge era de 2,94 i el nombre mitjà de persones que vivien en cada família era de 3,28.
Per edats la població es repartia de la següent manera: un 31,4% tenia menys de 18 anys, un 5,9% entre 18 i 24, un 32,3% entre 25 i 44, un 22,3% de 45 a 60 i un 8,1% 65 anys o més.
L'edat mediana era de 35 anys. Per cada 100 dones de 18 o més anys hi havia 90,5 homes.
La renda mediana per habitatge era de 69.612 $ i la renda mediana per família de 74.770 $. Els homes tenien una renda mediana de 54.381 $ mentre que les dones 32.521 $. La renda per capita de la població era de 26.726 $. Entorn de l'1,2% de les famílies i l'1,7% de la població estaven per davall del llindar de pobresa.

## Poblacions més properes
El següent diagrama mostra les poblacions més properes.